# Ligne verte du métro de Lisbonne
Pour les articles homonymes, voir Ligne verte.
La ligne verte (en portugais : linha verde) ou ligne de la Caravelle (Linha da Caravela) est une des quatre lignes du métro de Lisbonne, au Portugal. Elle compte environ 9 kilomètres et 13 stations. Elle dessert un axe qui traverse la ville de la rive du Tage au sud-est jusqu'à la commune limitrophe d'Amadora, au nord-est.

## Histoire
La première station de cette ligne, Rossio, fut inaugurée en 1963. Jusqu'en 1972, la ligne fut successivement prolongée jusqu'à Alvalade, passant, entre autres, par les stations Martim Moniz, Alameda et Areeiro. En 1993, le tronçon Alvalade - Campo Grande fut construit. En 1998, fut construite la station de correspondances Baixa-Chiado, permettant la suppression du tronçon Restauradores – Rossio. Le tronçon Rossio – Campo Grande fut déconnecté de la ligne bleue, créant ainsi la ligne verte avec les stations Baixa-Chiado et Cais do Sodré. En 2002, la ligne est prolongée de Campo Grande à Telheiras.
La ligne verte a la particularité d'être la seule ligne sur laquelle circulent des trains à quatre wagons, ceci à cause des stations Areeiro et Arroios (cette dernière étant en rénovation), où les quais ne peuvent pas accueillir les trains de plus de quatre wagons. Le 22 février 2012, les trains n'ont eu que trois wagons toute la journée. C'est la seule ligne où cela se produit, les trains circulant avec six wagons sur le reste du réseau.

## Tracé
|  |   |  | Station       | Coordonnées                 | Correspondances                  |
|  | - |  | ------------- | --------------------------- | -------------------------------- |
|  | ■ |  | Telheiras     | 38° 45′ 39″ N, 9° 09′ 55″ O |                                  |
|  | • |  | Campo Grande  | 38° 45′ 36″ N, 9° 09′ 28″ O | Ligne jaune du métro de Lisbonne |
|  | • |  | Alvalade      | 38° 45′ 12″ N, 9° 08′ 38″ O |                                  |
|  | • |  | Roma          | 38° 44′ 56″ N, 9° 08′ 30″ O |                                  |
|  | • |  | Areeiro       | 38° 44′ 32″ N, 9° 08′ 03″ O |                                  |
|  | • |  | Alameda       | 38° 44′ 12″ N, 9° 08′ 02″ O | Ligne rouge du métro de Lisbonne |
|  | • |  | Arroios       | 38° 43′ 59″ N, 9° 08′ 03″ O |                                  |
|  | • |  | Anjos         | 38° 43′ 34″ N, 9° 08′ 05″ O |                                  |
|  | • |  | Intendente    | 38° 43′ 22″ N, 9° 08′ 07″ O |                                  |
|  | • |  | Martim Moniz  | 38° 43′ 01″ N, 9° 08′ 08″ O |                                  |
|  | • |  | Rossio        | 38° 42′ 49″ N, 9° 08′ 18″ O |                                  |
|  | • |  | Baixa-Chiado  | 38° 42′ 38″ N, 9° 08′ 22″ O | Ligne bleue du métro de Lisbonne |
|  | ■ |  | Cais do Sodré | 38° 42′ 19″ N, 9° 08′ 34″ O |                                  |

## Traduction
- (pt) Cet article est partiellement ou en totalité issu de l’article de Wikipédia en portugais intitulé « Linha Verde (Metropolitano de Lisboa) » (voir la liste des auteurs).